# Stefan Christow
Stefan Kojczew Christow (bułg. Стефан Койчев Христов, ur. 12 lipca 1985 w Starej Zagorze) – bułgarski kolarz szosowy. Olimpijczyk (2016).

## Osiągnięcia
Opracowano na podstawie:

2008
- 2. miejsce w mistrzostwach Bułgarii (start wspólny)
- 1. miejsce w klasyfikacji górskiej Dookoła Bułgarii

2010
- 1. miejsce w Tour of Trakya
  - 1. miejsce na 1. i 4. etapie
- 3. miejsce w Tour of Victory
- 1. miejsce na 4. etapie Tour of Marmara

2012
- 1. miejsce w Grand Prix Dobrich II

2013
- 1. miejsce na 5. etapie Dookoła Bułgarii

2014
- 2. miejsce w mistrzostwach Bułgarii (jazda indywidualna na czas)
- 1. miejsce w Tour of Szeklerland
  - 1. miejsce na etapach 2. i 3a

2015
- 2. miejsce w mistrzostwach Bułgarii (start wspólny)
- 1. miejsce w Dookoła Bułgarii
  - 1. miejsce w klasyfikacji górskiej
  - 1. miejsce na 2. etapie

2016
- 3. miejsce w Tour of Mersin
- 1. miejsce w klasyfikacji górskiej Tour de Serbie

2018
- 3. miejsce w mistrzostwach Bułgarii (jazda indywidualna na czas)
- 3. miejsce w mistrzostwach Bułgarii (start wspólny)

## Rankingi
| Rok             | 2010 | 2011 | 2012 | 2013 | 2014 | 2015 | 2016  | 2017 | 2018  |
| --------------- | ---- | ---- | ---- | ---- | ---- | ---- | ----- | ---- | ----- |
| World Ranking   |      |      |      |      |      |      | 1214. | -    | 1559. |
| UCI Europe Tour | 178. | 623. | 308. | 552. | 182. | 103. | 835.  | -    | 996.  |
| UCI Asia Tour   | 270. | -    | -    | -    | -    | -    | -     | -    | -     |
| UCI Africa Tour | 163. | -    | -    | -    | -    | -    | -     | -    | -     |
|                 |      |      |      |      |      |      |       |      |       |
| Źródło: UCI     |      |      |      |      |      |      |       |      |       |